# قحطی بزرگ تنمی

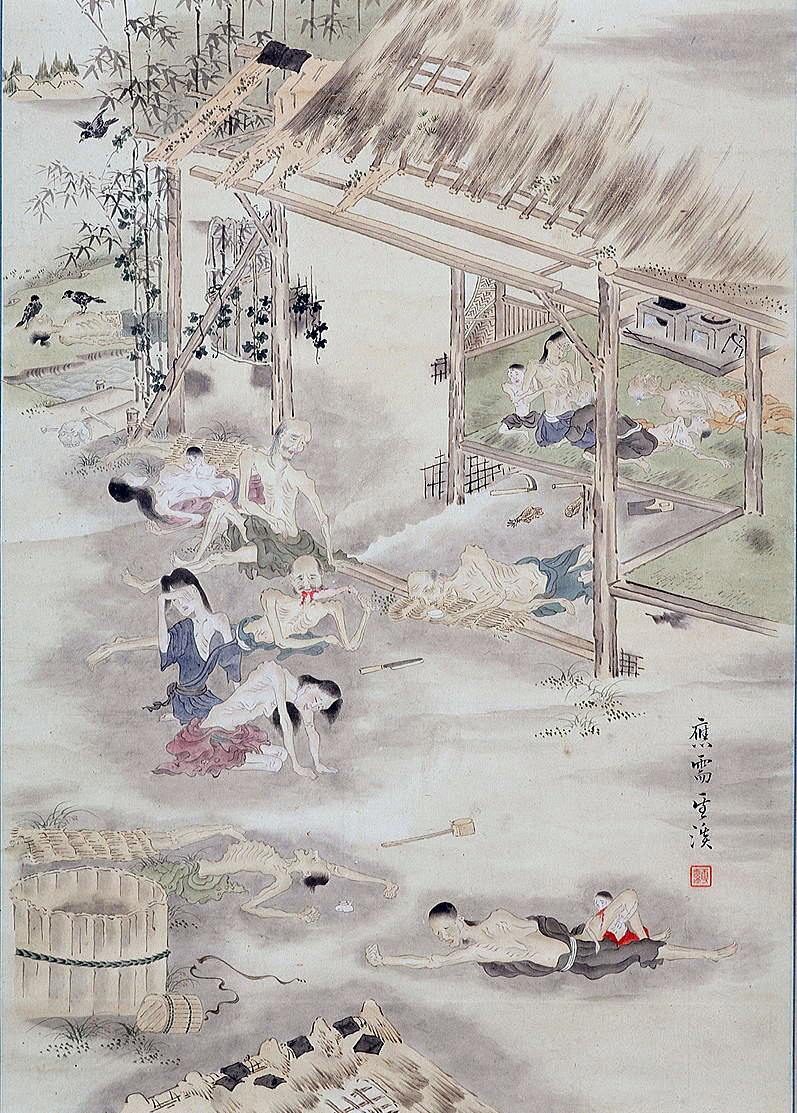

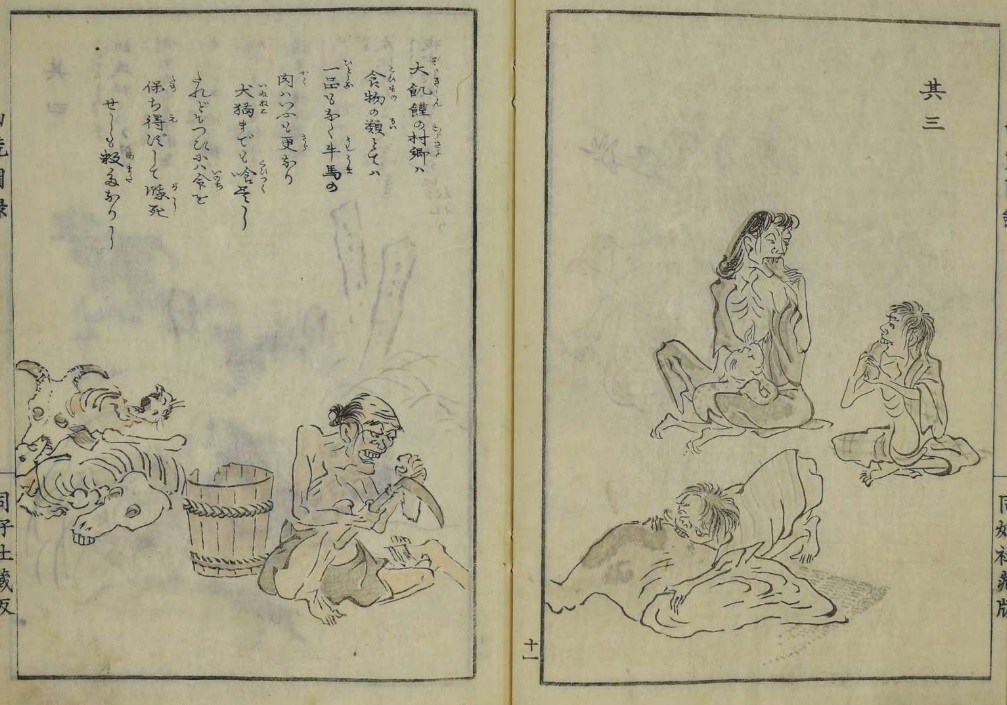

قحطی بزرگ تنمی انگلیسی: 天明の大飢饉, Tenmei no daikikin یک قحطی در ژاپن در طی دوره ادو بود که در طی دوره تنمی (۱۷۸۱–۱۷۸۹) رخ داد و از سال ۱۷۸۲ تا ۱۷۸۸ ادامه داشت. تأثیر ترکیبی قحطی و شیوع بیماری منجر به کاهش جمعیت بیش از ۹۲۰٬۰۰۰ نفر در سراسر ژاپن بین سالهای ۱۷۸۰ و ۱۷۸۶ شد. این نام از دوره تنمی (۱۷۸۹–۱۷۸۱)، در زمان امپراتور کاکاکو گرفته شده‌است. شوگون‌های حاکم در زمان قحطی توکوگاوا ایه‌هارو و توکوگاوا ایه‌ناری بودند. این قحطی مرگبارترین قحطی در اوایل دوره مدرن در ژاپن بود.
در منطقه توهوکو، که منطقه‌ای در شمال شرقی هونشو است، از دهه ۱۷۷۰ به دلیل هوای نامساعد و سرد، کاهش شدید محصول کشاورزی وجود داشت، بنابراین ذخایر مواد غذایی در مناطق روستایی به پایان رسید. اوضاع با بلایای طبیعی بدتر شد: کوه ایواکی در ۱۳ آوریل ۱۷۸۳ (۱۲ مارس، سال سوم تنمی) فوران کرد، همان‌طور که کوه آساما در ۶ ژوئیه (۳ اوت در گاه‌شماری شمسی–قمری) نیز رخ داد، بنابراین خاکستر آتشفشانی به جو ژاپن وارد شد. جدا از خسارت مستقیم ناشی از فوران، این رخداد منجر به کاهش تابش خورشید و در نتیجه سرد شدن هوا شد که محصولات به طرز فاجعه‌باری آسیب رساند. فوران عظیم لکی (کوهستان) در ایسلند در سال ۱۷۸۳ که الگوهای آب و هوایی را در سراسر نیمکره شمالی مختل کرده بود، بدون شک اوضاع را نیز بدتر کرد.
یکی دیگر از دلایل قحطی، سیاست‌های اقتصادی دولت بود. در این دوره، یک سیاست سوداگرایی (مرکانتیلیستی) توسط تانوما اوکیتسوگو، وزیر کابینه شوگون‌سالاری توکوگاوا اجرا شد. این امر برای تجاری‌سازی کشاورزی و در نتیجه افزایش درآمد مالیاتی بود که با برنج پرداخت می‌شد. این سیاست برای بسیاری از هان (ژاپن) (قلمروهای اربابی) مشکلات اقتصادی ایجاد کرد و منجر به سرمایه‌گذاری بیش از حد در تولید برنج (که در برابر سرما آسیب‌پذیر بود) برای پرداخت مالیات بالاتر بود. همچنین منجر به تخلیهٔ مواد غذایی در بازارهای اضطراری محلی شد. عوامل اقلیمی، آتشفشانی و اقتصادی در نتیجه منجر به برداشت ضعیف و کمبود بازارهای اضطراری شد که منجر به افزایش چشمگیر قیمت برنج شد، بنابراین قحطی جدی به مقیاس ملی گسترش یافت.
طبق نوچی-می-گوشا، نوشته شده توسط سوگیتا گنپاکو، عمدتاً در مناطق روستایی منطقه توهوکو، تقریباً بیست هزار نفر از گرسنگی مردند. با این حال، بسیاری از مقامات محلی، از بیم اینکه متهم به سوء مدیریت اقتصادی شوند، میزان کامل خسارت را گزارش نکردند، بنابراین ممکن است تعداد واقعی کشته‌ها بسیار بیشتر باشد، شاید حتی ده برابر تخمین سوگیتا گنپاکو. عوارض به ویژه در ولایت موتسو بسیار شدید بود، جایی که گزارش شد بیش از صد هزار نفر جان خود را از دست دادند. از جمله افرادی که از منطقه فرار کردند، خاندان تسوگارو قلمروی هیروساکی بودند که قلمروی آنان (هان) تقریباً نیمی از جمعیت خود را از دست داد. تأثیر ترکیبی قحطی و شیوع بیماری منجر به کاهش جمعیت بیش از ۹۲۰٬۰۰۰ نفر در سراسر ژاپن بین سالهای ۱۷۸۰ و ۱۷۸۶ شد.